# Société Béninoise d’Energie Electrique

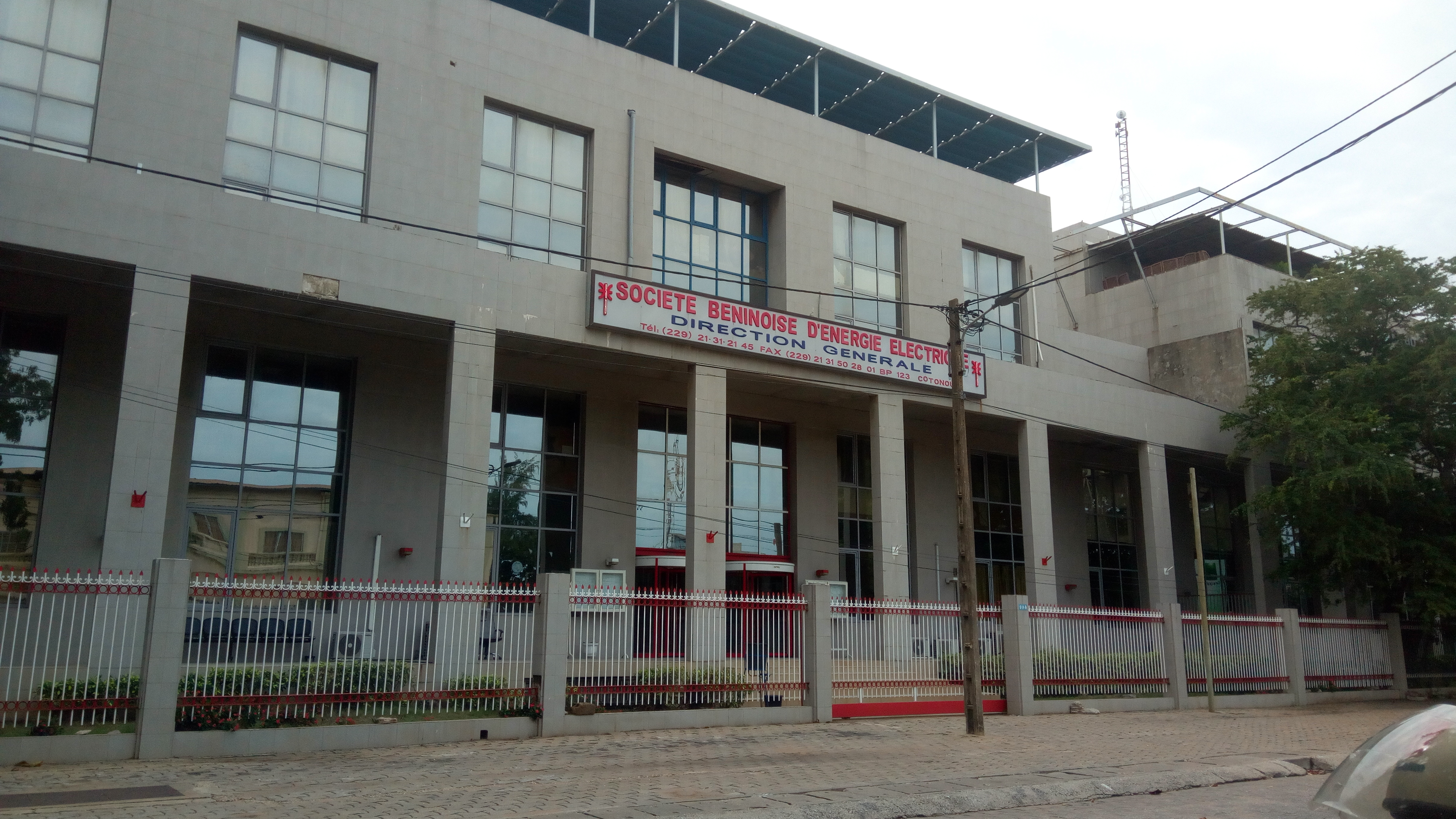
Sitz der Société Béninoise d'Énergie Électrique

Société Béninoise d’Energie Electrique (Abkürzung SBEE) ist der Name des staatlichen Elektrizitätsversorgungsunternehmens Benins.

## Geschichte
Der Bau der ersten Kraftwerke in Benin erfolgte 1920 in Porto-Novo sowie Cotonou und eine Konzession für den Betrieb der Infrastruktur wurde 1955, in der Spätphase der Kolonie Dahomey, an die Compagnie Coloniale de Distribution de l’Énergie Électrique (CCDEE) übertragen. Diese Gesellschaft wurde 1960 – mit der Unabhängigkeit der zwei Jahre zuvor gegründeten Republik Dahomey – in Compagnie Centrale de Distribution d’Énergie Électrique umbenannt. Weitere 13 Jahre später kaufte der Staat die CCDEE und formte aus ihr die Société Dahoméenne d’Électricité et d’Eau (SDEE), die 1975 in Société Béninoise d’Électricité et d’Eau (SBEE) umbenannt wurde. Im Jahr 2004 erfolgte die Trennung der beiden Bereiche Wasser und Strom und der Energieversorger behielt unter seinem neuen Namen Société Béninoise d’Énergie Électrique das eingeführte Akronym. Die andere Gesellschaft erhielt den Namen Société Nationale des Eaux du Bénin (SONEB).
Eigenen Angaben zufolge hat die Gesellschaft mit Stand 2022 insgesamt 1855 festangestellte Mitarbeiter, Vertragsmitarbeiter sowie Gelegenheitsarbeiter (2022).

## Aufgaben
Die SBEE ist in Benin für die Erzeugung und den Kauf sowie die Verteilung von elektrischer Energie zuständig. Der Strom stammt dabei aus eigenen Wärmekraftwerken sowie aus Wasserkraftwerken in Ghana (Akosombo-Staudamm) und Togo (Nangbéto-Staudamm), der von der Communauté Electrique du Bénin (CEB) importiert wird.